# Federico Cattaneo
Federico Cattaneo (né le 14 juillet 1993 à Saronno) est un athlète italien, spécialiste du sprint.

## Biographie
Son entraîneur est Alessandro Nocera.
Il grandit à Rovellasca. Il y joue au football, avant de se faire remarquer en 2009 en remportant des compétitions scolaires. Il commence l'athlétisme avec Flavio Alberio. Des soucis physiques pendant qu'il est junior le freinent dans sa progression, notamment un problème aux adducteurs en 2012. Il obtient le maillot de l'équipe nationale en 2013 pour les Championnats d'Europe espoirs, également disputés à nouveau en 2015 où il entre en finale (7e). Depuis novembre 2014, il vit à Turin pour être proche de son entraîneur. En mars 2016, il obtient sa licence universitaire en sciences motrices. Il termine 5e du relais 4 x 100 m lors des Championnats d'Europe 2016 et 7e du 100 m lors des Championnats d'Europe par équipes 2017 Super Ligue.
Le 1er juillet 2017, il remporte le titre national du 100 m en 10 s 24 (v. f.) à Trieste.
Le 28 juin 2018, il remporte la médaille de bronze lors des Jeux méditerranéens à Tarragone.